# Ета Хокинс
Хенриета Луна Хокинс (на английски: Henrietta Luna Hawkins, р. 21 август 1865, п. 13 юли 1945), известна като Ета Хокинс, е американска комедийна сценична актриса от началото 90-те години на XX век. 
Родена е в Аурора, Илинойс, дъщеря на Анна Гутерц (родом от Швейцария) и Уилям Делос Хокинс. През 1891 г. се омъжва за сценичния актьор и продуцент Уилям Морис.
Тя е майка на актьорите Честър, Ейдриън и Гордън Морис, а също така има дъщеря, г-жа Х. О. Ръсел от Ню Йорк. Умира в дома на сина си Честър в Бевърли Хилс през 1945 г. на 79-годишна възраст.